# Capriolants
Els caperolans o capriolants van ser un grup reformat de l'orde de Frares Menors Observants, de tendència observant, que va existir entre 1472 (i com a congregació independent des de 1477) i 1481, quan va ésser suprimida i els seus membres passaren a l'orde dels Frares Menors Observants. Eren seguidors de Pietro Caperolo, anomenat en llatí Petrus de Capriolis (s. XV - Brèscia, 1480), frare menor observant a Milà que volgué estendre la reforma franciscana i es feu un reconegut predicador.

## Precedents
Caperolo volgué aprofundir en la reforma i fundà una branca més radical que se'n separà i tingué seguidors sobretot a la Llombardia. Cap al 1465, algunes zones dependents de la vicaria observant de Milà (Brèscia, Bèrgam i Cremona) havien passat, des del ducat de Milà, a dependre de la República de Venècia. Els frares de Brèscia, dirigits per Caperolo, Matteo da Treviglio, Gabriele Malvezzi i Bonaventura da Brescia, van aprofitar el canvi per reclamar la independència del convent observant de Milà.
Per impedir-ho, el convent de Sant'Angelo de Milà convocà una reunió el juny de 1467, on intervingueren el vicari general i el vicari provincial de Milà, entre d'altres, i on condemnaren Caperolo i el moviment separatista com a rebels obstinats i fomentadors de revoltes. Foren obligats a marxar de Brèscia i se'ls prohibí d'entrar a les ciutats de la vicaria.
Perquè poguessin portar a terme els seus desigs d'una vida més austera i rigorosa, se'ls oferí que entressin en un eremitori o que s'unissin als amadeïtes, però Caperolo refusà i es mantingué ferm en la seva resolució, trencant amb l'autoritat de Milà. Com que els observants no volien que Caperolo, per la seva vàlua com a predicador, marxés, en 1469 el nou vicari general Marco da Bologna volgué resoldre el conflicte, convocant un tribunal on Caperolo pogués defensar la seva postura. Caperolo fou convidat a retractar-se de les seves idees i tornar a l'obediència de la vicaria milanesa. Els seus escrits, considerats herètics, foren cremats, i Caperolo demanà perdó pel seu comportament. En 1470, fou restituït als seus càrrecs a l'orde observant.

## Intents de separació
El conflicte, però, continuà per raons polítiques. Les autoritats municipals de Brèscia volien que els observants de la ciutat fossin independents de Milà i en desembre de 1471 demanaren al papa Sixt IV, al ministre general dels franciscans conventuals, Giovanni d'Udine, i al Senat de Venècia, que s'autoritzés als frares de Brèscia a independitzar-se dels milanesos. Al darrere de la petició podria haver-hi Caperolo, que volia que els observants de Brèscia s'independitzessin no només de Milà, sinó també del vicariat general observant, formant una nova congregació que passaria a la jurisdicció dels conventuals.
Malgrat l'oposició del duc Galeazzo Maria Sforza de Milà, que protestà davant el papa en 1471, Caperolo anà a Roma per defensar el seu punt de vista. Tenia el suport del dux de Venècia, Niccolò Tron, que defensava la independència dels frares del seu territori. Sixt IV va publicar una butlla el 18 de febrer de 1472 en què concedia la independència de Milà dels frares observants de Brèscia, Bèrgam i Cremona, posant-los sota la jurisdicció directa del vicari general dels Franciscans Observants. Podrien, a més, celebrar, amb l'acord del vicari general, capítol, i elegir un vicari propi, esdevenint així una congregació diferenciada.
Caperolo, però, volia una independència absoluta dels observants, i el vicari general observant Marco da Bologna tampoc no es mostrà d'acord amb la butlla papal, que trencava la unitat de la provícia milanesa. Caperolo denuncià el vicari per no obeir la butlla i el papa, donant-li més suport, destituí Marco da Bologna. En el capítol general observant de L'Aquila, el 15 de maig de 1472, Caperolo insistí en la seva reforma i el capítol acordar enviar la qüestió al ministre general dels franciscans.

## Independència i desaparició
Aquest, amb tres llegats papals, donaren la raó a Marco da Bologna, i Caperolo en mostrà el desacord. El papa novament donà suport als capriolants i uní els observants de Brèscia, Bèrgam i Cremona als de Venècia. Finalment, en 1477, el papa permeté que els capriolants formessin un vicariat separat dels observants, dependent del ministre generals dels Franciscans Conventuals.
La nova congregació es constituí al voltant de Brèscia, Bèrgam i Cremona, i des de 1477 començà a estendre's per les regions properes. A la mort de Caperolo en 1480, entrà en declivi i, mancats de lideratge, en 1481 els capriolants van admetre els seus errors i es reintegraren a la vicaria dels franciscans observants de Brèscia, independent de les de Milà i de Venècia.